# Державний кордон Белізу

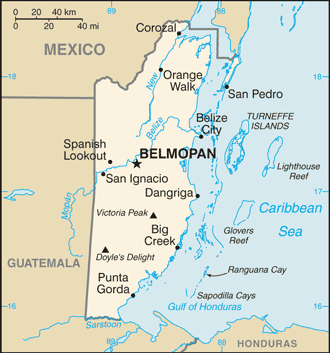
Карта Белізу

Державний кордон Белізу — державний кордон, лінія на поверхні Землі та вертикальна поверхня, що проходить по цій лінії, що визначають межі державного суверенітету Белізу над власними територією, водами, природними ресурсами в них і повітряним простором над ними. 

## Сухопутний кордон
Загальна довжина кордону — 542 км. Беліз межує з 2 державами. Уся територія країни суцільна, тобто анклавів чи ексклавів не існує.
Ділянки державного кордону
| Держава   | Ділянка        | Довжина (км) | Прикордонні регіони | Примітки |
| --------- | -------------- | ------------ | ------------------- | -------- |
| Гватемала | захід, південь | 266          |                     |          |
| Мексика   | північ         | 276          |                     |          |

## Морські кордони
Беліз на сході омивається водами Карибського моря Атлантичного океану. Загальна довжина морського узбережжя 386 км. Згідно з Конвенцією Організації Об'єднаних Націй з морського права (UNCLOS) 1982 року, протяжність територіальних вод країни встановлено в 12 морських миль (22,2 км) на півночі і 3 морські милі на півдні (від гирла Сарстуну до Рангуана-Кей). Метою цього одностороннього обмеження з боку Белізу 1992 року було створення основи для проведення переговорів про укладення остаточної угоди розмежування морських вод з Гватемалою. Виключна економічна зона встановлена на відстань 200 морських миль (370,4 км) від узбережжя.

Виключна економічна зона Белізу

## Спірні ділянки кордону
Залишається спірним розмежування морських кордонів між Белізом і Гватемалою в Гондураській затоці.